# Pilea picta
Pilea picta är en nässelväxtart som beskrevs av Theodor Carl Karl Julius Herzog. Pilea picta ingår i släktet pileor, och familjen nässelväxter. Inga underarter finns listade i Catalogue of Life.